# Pont romain de Plandište
Le pont romain de Plandište (en bosnien, en croate et en serbe latin : Rimski most) est situé en Bosnie-Herzégovine, à Plandište, dans la municipalité d'Ilidža et sur le territoire la Ville de Sarajevo. Construit au XVIe siècle, il est inscrit sur la liste des monuments nationaux de Bosnie-Herzégovine.

## Localisation

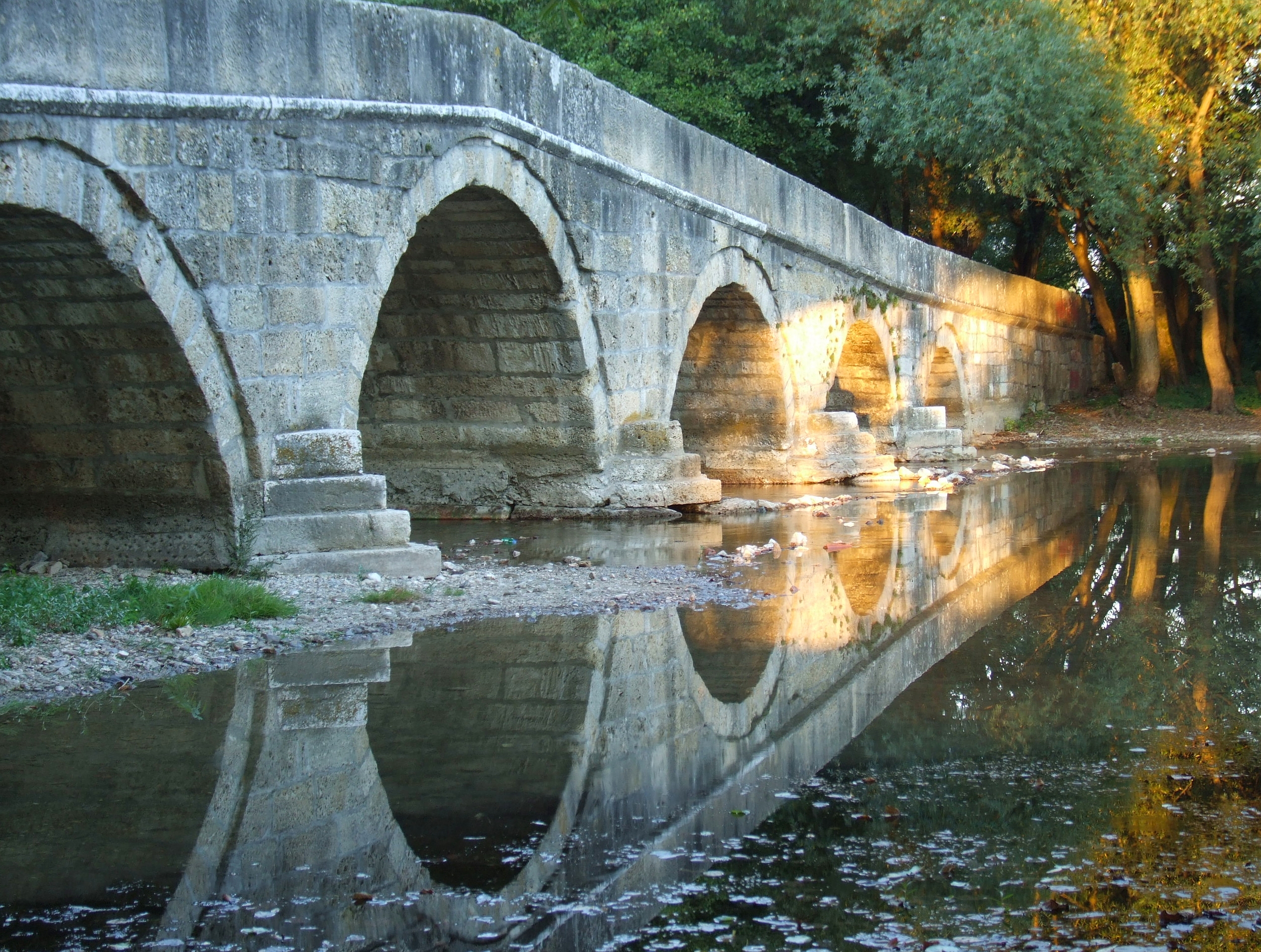
Autre vue du pont

## Architecture

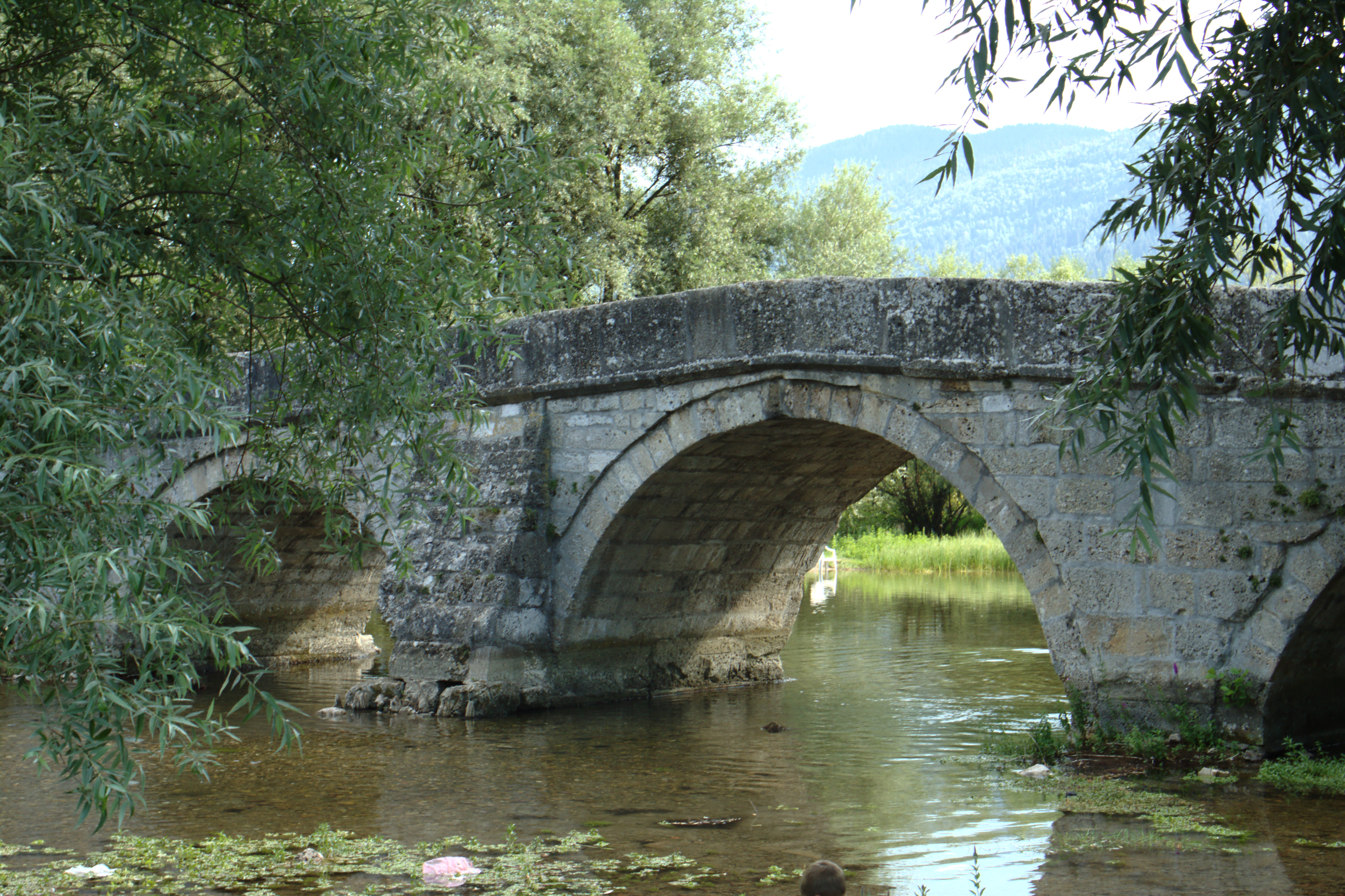
Autre vue du pont